# McDonnell Douglas MD-80
|  | «MD-80» redirigeix aquí. Vegeu-ne altres significats a «Llista d'antigues autopistes estatals de Maryland (2–199)». |

El McDonnell Douglas MD-80 és una sèrie d'avions de passatgers de curt-mitjà abast desenvolupats i fabricats per McDonnell Douglas.
Inclou els models MD-81, MD-82, MD-83, MD-87 i MD-88 i foren desenvolupats a partir del Douglas DC-9 específicament per respondre a les necessitats d'operadors de curt i mitjà abast que necessitaven un avió de major capacitat. Se'n modificà el disseny bàsic per encabir-hi més seients, baixar-ne els costos operatius, reduir-ne el consum de combustible i equipar-lo amb motors molt més silenciosos.
Altres avions també formen part de la família del DC-9, incloent-hi el McDonnell Douglas MD-90 i l'MD-95, més conegut com a Boeing 717 des de la fusió de McDonnell Douglas amb Boeing el 1997.